# Ivoiry
Ne doit pas être confondu avec Ivory.
Ivoiry est un écart de la commune française d'Épinonville, dans le département de la Meuse.

## Héraldique
| Blason de Ivoiry | Blason  | D'azur au lion d'argent à la queue fourchue, armé et lampassé de gueules, surmonté à dextre d'une mitre et à senestre d'une cloche, les deux d'or; le tout enfermé dans un orle ondé en filet du même. |
| Blason de Ivoiry | Détails | Création Robert André Louis, Dominique Lacorde. Adopté en avril 2012 en même temps que celui d'Épinonville.                                                                                            |

## Lieux et monuments

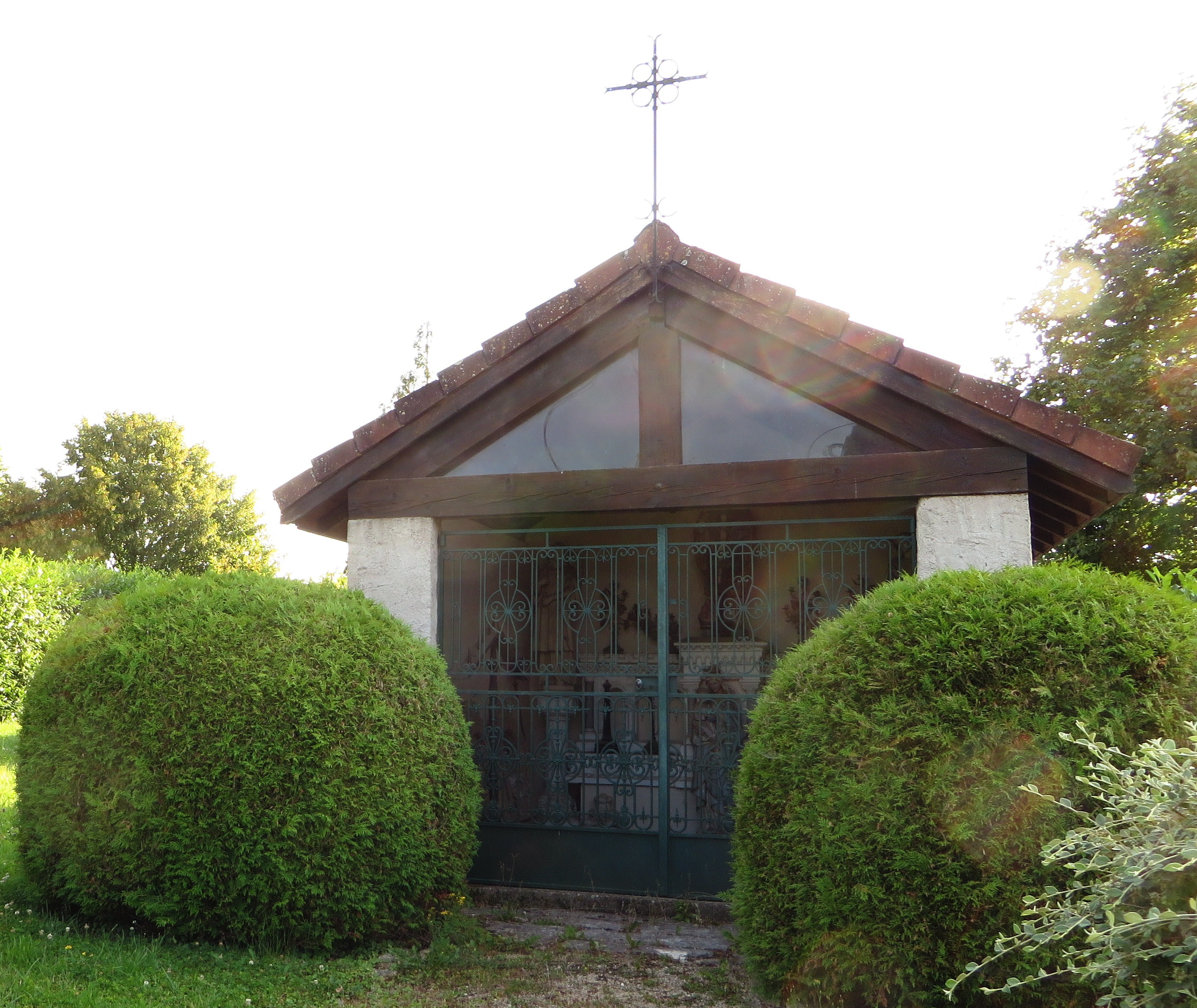
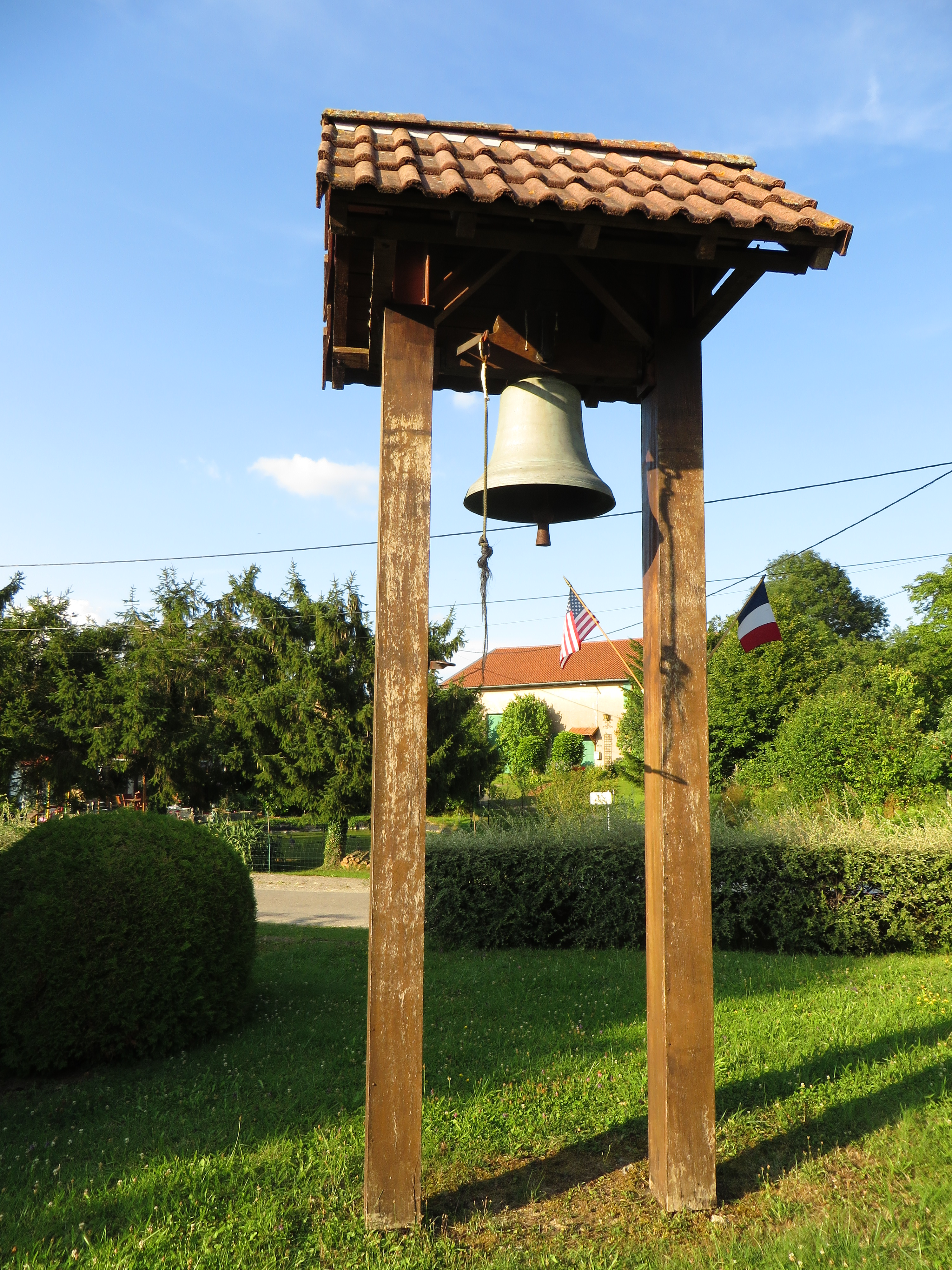